# Wojciech Albiński
Wojciech Albiński mit Pseudonym Jan Warski (* 27. Januar 1935 in Włochy; † 6. Juli 2015 in Warschau) war ein polnischer Schriftsteller, der in Südafrika lebte.

## Leben
Albiński wurde am 27. Januar 1935 in Warschau als Sohn des Rechtsanwalts Wacław Albiński. Seine Kindheit verbrachte er in Włochy und besuchte das Gymnasium in Warschau. Nach seinem Abitur studierte Albiński Geodäsie am Warschauer Polytechnikum.
1956 debütierte Albiński mit den Gedichten Jak łatwo oszaleć und Mała dziewczynka śpi. 1958 erhielt Albiński sein Diplom und arbeitet zunächst in Polen als Geodet. 1959 heiratete er die Chemikerin Wanda Rowińska, mit der er zwei Söhne hatte. 1960 arbeitet er für neun Monate in Irak. 
Im April 1963 verließ er Polen und reiste über Paris nach Genf, wo er bis 1969 einen Arbeitsplatz in seinem Fachgebiet hatte, nach Botswana und schließlich weiter nach Südafrika. Seit dem Ende der 1970er Jahre lebte er in Botswana und Südafrika.
Nach 1990 begann er Polen zu besuchen und wohnte in den folgenden Jahren in Johannesburg und in Warschau.
2003 brachte er seinen Roman-Erstling Kalahari im Alter von 68 Jahren heraus. Für dieses Werk erhielt er 2004 den polnischen Mackiewicz-Literaturpreis und war für den Literaturpreis Nike nominiert.
Am 6. Juli 2015 starb Albiński in Warschau, wo er auf dem Powązki-Friedhof beerdigt wurde.

## Werke
- Kalahari (2003)
- Królestwo potrzebuje kata (deutsch etwa: „Königreich braucht Henker“, 2004)
- Antylopa szuka myśliwego (dt. etwa: „Antilope sucht Jäger“, 2006)
- Lidia z Kamerunu (dt.: „Lydia aus Kamerun“, 2007)
- Achtung! Banditen! (2009)
- Soweto – my love (2012)